# Ballauer Antal
Ballauer Antal (Temesvár, 1901. január 28. – Kolozsvár, 1981. július 3.) újságíró, mozgalmi író.

## Életútja
Árvaházban nevelkedett, az asztalos mesterséget tanulta meg. 1919-ben a magyar Vörös Hadsereg önkéntese volt, előbb Temesvárt, majd 1928-tól Kolozsvárt szakszervezeti titkár. Részt vett a Törekvés és a Famunkás szerkesztésében, az illegális Vörös Erdély és Vörös Lobogó belső munkatársa, 1932-ben a Világosság egyik szerkesztője. Magyarra fordította Eugen Leviné spartakistának, a bajorországi kommün vezetőjének Elvtárs, a levelet nem tudom átvenni című novelláját (füzet alakban jelent meg. Temesvár, 1922.) s II. Károly román király kalandos hazatérésekor, 1930-ban pártmegbízásból megszövegezte a Kalandor Károly visszatért című illegális röpiratot. Párttörténeti adataival számos esetben helyesbítette vagy kiegészítette a kortárs munkásemlékírók közléseit.